# Eupithecia curvifascia
Eupithecia curvifascia är en fjärilsart som beskrevs av W. Warren 1904. Eupithecia curvifascia ingår i släktet Eupithecia och familjen mätare. Inga underarter finns listade i Catalogue of Life.